# Episodi di Spin City (quinta stagione)
La quinta stagione della serie televisiva Spin City, composta da 23 episodi, è stata trasmessa negli Stati Uniti dal canale ABC tra il 1º ottobre 2000 e il 23 maggio 2001.
| nº | Titolo originale        | Titolo italiano              | Prima TV USA     | Prima TV Italia |
| -- | ----------------------- | ---------------------------- | ---------------- | --------------- |
| 1  | Hello Charlie           | Una poltrona per Charlie     | 18 ottobre 2000  |                 |
| 2  | Smile                   | Il sorriso del sindaco       | 25 ottobre 2000  |                 |
| 3  | The Spanish Prisoner    | Il fascino dello spagnolo    | 1º novembre 2000 |                 |
| 4  | The Bone Collectors     | Collezionisti di ossa        | 8 novembre 2000  |                 |
| 5  | Blind Faith             | Fede cieca                   | 15 novembre 2000 |                 |
| 6  | Balloons over Broadway  | Sfilata a luci rosse         | 22 novembre 2000 |                 |
| 7  | Lost and Found          | Oggetti smarriti             | 29 novembre 2000 |                 |
| 8  | All the Wrong Moves     | Tutte le mosse sbagliate     | 6 dicembre 2000  |                 |
| 9  | The Burgers of Wrath    | Un sindaco tuttofare         | 13 dicembre 2000 |                 |
| 10 | Toy Story               | Giochi stupefacenti          | 20 dicembre 2000 |                 |
| 11 | The Perfect Dorm        | Cercando casa                | 10 gennaio 2001  |                 |
| 12 | Hey Judith              | Un brutto discorso           | 17 gennaio 2001  |                 |
| 13 | The Gambler             | La febbre del gioco          | 24 gennaio 2001  |                 |
| 14 | In the Company of Dudes | A proposito degli uomini     | 7 febbraio 2001  |                 |
| 15 | The Image Maker         | Il look del sindaco          | 14 febbraio 2001 |                 |
| 16 | Trainstopping           | L'ultimo metro               | 21 febbraio 2001 |                 |
| 17 | Rain on My Charades     | Giochi di società            | 28 febbraio 2001 |                 |
| 18 | You've Got Male         | La fatica di essere donna    | 25 aprile 2001   |                 |
| 19 | Minor League            | La partita                   | 2 maggio 2001    |                 |
| 20 | Science Friction        | Fantascienza                 | 9 maggio 2001    |                 |
| 21 | Brotherly Love          | Amore fraterno               | 16 maggio 2001   |                 |
| 22 | A Shot in the Dark (1)! | Uno sparo nel buio (parte 1) | 23 maggio 2001   |                 |
| 23 | A Shot in the Dark (2)  | Uno sparo nel buio (parte 2) | 23 maggio 2001   |                 |